# Princesa Ozma
Princesa Ozma, também chamada de Rainha Ozma, é uma personagem fictícia da literatura, que aparece na série de livros sobre a Terra de Oz, criada por L. Frank Baum. Ela aparece em todos os livros, exceto em The Wonderful Wizard of Oz, de 1900, o primeiro livro da série.
Ozma é a regente de Oz, e Baum indica que ela vai reinar na terra das fadas para sempre, sendo imortal.
Baum descreve ela em sua primeira aparição no The Marvelous Land of Oz como: "Seus olhos brilhavam como se fosse um par de diamantes e seus lábios tinham a cor das turmalinas. Às suas costas, caíam tranças vividamente douradas, com um fino diadema, ornamentado de pedras preciosas, prendendo-as à altura da testa." Quando foi originalmente ilustrada por John R. Neill, ela se encaixava nesta descrição; no entanto, na maioria dos livros de Oz subsequentes, o cabelo de Ozma foi escuro.

## Nos livros clássicos
Ozma quando ainda era um bebê, filha do Rei Pastoria de Oz, foi dada a maga Mombi,  pelo Mágico de Oz. Mombi transformou Ozma em um garoto chamado de "Tip" (abreviação de Tippetarius), a fim de evitar que a herdeira do trono governasse Oz. Assim, Ozma passou toda a sua infância com Mombi na forma de Tip, e não tinha memória de alguma vez ter sido uma menina. Durante este tempo, Tip conseguiu criar Jack Cabeça de Abóbora que foi trazido à vida pelo Pó da Vida de Mombi. Em The Marvelous Land of Oz, Glinda, a Bruxa Boa do Sul, descobriu o que tinha acontecido e forçou Mombi a transformar Tip de volta em Ozma; desde então, a princesa governa Oz. (embora muitos reinos dentro de Oz permaneceram inconscientes de sua autoridade).
Em alguns dos seus últimos livros de Oz, ou seja, The Tin Woodman of Oz e Glinda de Oz, L. Frank Baum indicou que Ozma tem a aparência de quatorze anos de idade, e é portanto, mais velha do que Dorothy Gale. Baum também tinha estabelecido nesta época que os habitantes de Oz não envelhecem, sugerindo que Ozma sempre parece ser uma jovem bonita. 
Baum não estava preocupado com a continuidade da sua série, e por isso havia discrepâncias nas origens e natureza da Ozma. Em suas primeiras aparições, ela foi retratada não mais do que uma princesa humana, nascida pouco antes da chegada do Mágico em Oz. Mais tarde, Baum revelou que Ozma é realmente uma fada, descendente de "uma longa linhagem de rainhas fadas" de acordo com The Scarecrow of Oz. Em The Magic of Oz, Glinda diz a Dorothy que ninguém sabe quantos anos Ozma realmente tem. E no último livro de Baum, Ozma explica que ela era de realmente parte do grupos de fadas da Rainha Lurline, quando Lurline encantou Oz e transformou-o em um país das fadas.
Jack Snow tentou reconciliar esses relatos contraditórios de Baum em The Shaggy Man of Oz, onde explica que Lurline, a Rainha das Fadas, tinha deixado sua filha Ozma sob cuidados do rei Pastoria, fazendo dela filha adotiva do último Rei de Oz. Isto não se conecta com a versão da história de Ozma, em que ela é uma fada imortal que governa Oz durante séculos.
Ozma frequentemente se depara com dificuldades enquanto governa seu reino. Em The Lost Princess of Oz, por exemplo, a princesa fada é sequestrada, e Dorothy Gale vem em seu socorro com um grupo de busca. Ambos Dorothy e Ozma são capturados pelo Rainha Coo-ee-oh em Glinda of Oz, ao tentar impedir uma guerra entre duas raças, mas Glinda, a Bruxa Boa consegue salvá-los com a ajuda das feitiçeiras Três Adeptos. A fim de contornar o problema, Ozma proíbe qualquer pessoa que não seja o Mágico de Oz e Glinda de praticar magia em Oz a menos que tenham uma licença.
L. Frank Baum retratou Ozma como uma regente bastante benevolente e compassiva, que nunca recorrer à violência e que não acredita em destruir até mesmo seus piores inimigos. Em Ozma of Oz, ela deixa Oz, a fim de resgatar a Família Real de Ev das garras do Rei Nome, demonstrando que sua bondade e preocupação se estende muito além de suas fronteiras. Quando o Rei Nome tentou conquistar e destruir Oz como vingança, Ozma insistiu em manter uma disposição pacifista, o que levou a sugestão do Espantalho que os inimigos de Ozma bebessem da fonte da Oblivion para esquecerem das suas más intenções.

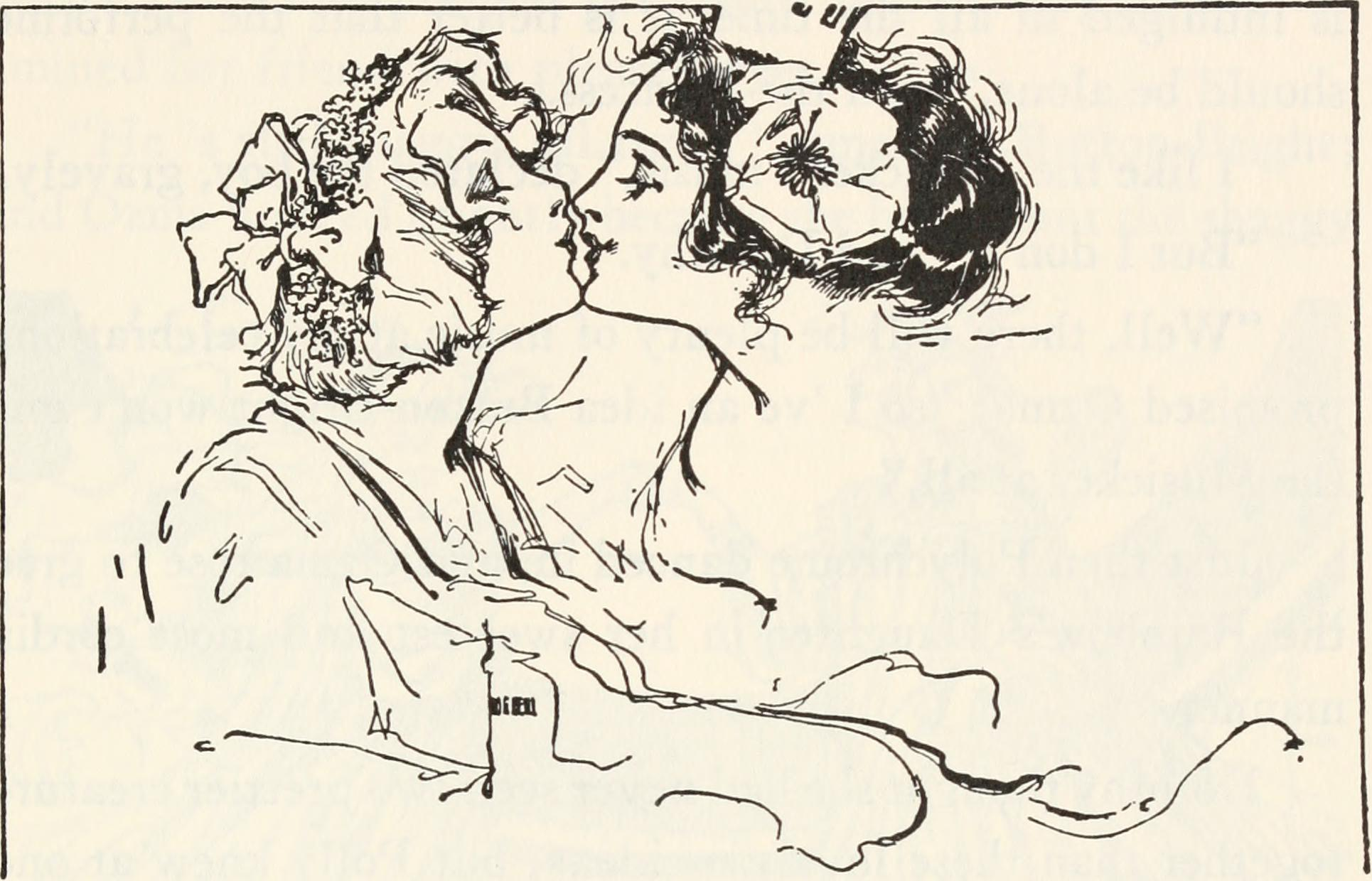
Dorothy e Ozma, em ilustração de John R. Neill (1909).

Além disso, Ozma descontinuado o uso de dinheiro em Oz, e tomou medidas sistemáticas para garantir que todos os cidadãos de Oz recebessem terras em igual medida, sem ter que trabalhar mais do que o necessário.
Ozma convidou várias pessoas do mundo exterior para virem morar na Terra de Oz, mais notavelmente Dorothy Gale, O Mágico, Tia Em, Tio Henry, Trot, Capitão Bill, Betsy Bobbin e Botão Brilhante.
De acordo com o The Road to Oz, o aniversário de Ozma cai no dia 21 do mês de agosto.

## Relacionamento com Dorothy
Embora hoje, no século XXI, a amizade intima entre Dorothy e Ozma é facilmente interpretada como romântica por causa das menções de "beijos" e "abraços" nos livros de Baum e dedicação mútua. No inicio do século XX, esses termos e atitudes não eram vistas como sexuais nas relações femininas por causa do ideal vitoriano de "amizade romântica", que ao longo do século XX perdeu força por causa do advento do movimento LGBT. Ozma passou dez anos como um menino e, em seguida, tornou-se uma menina. Quando conheceu Dorothy ela imediatamente amou a maior heroína de Oz e as duas tornaram-se melhores amigas. Ozma organiza no sexto livro, a pedido de Dorothy, que ela e sua família se mudem para o palácio, seus quartos são colocados do lado um do outro e Dorothy é a única que tem acesso ao quarto de Ozma a qualquer hora. As duas passam muito tempo andando de mãos dadas no jardim e quando Dorothy traz seu primo e o Mágico de volta para Oz em um livro, elas somem por um tempo juntas, deixando seus convidados se virarem sozinhos no Palácio. Na primeira página de The Lost Princess of Oz é mencionado que ela ama Dorothy muito.

## Ozma e Tip
Na adaptação dos livros de Oz da Windham Classics, Tip é feito monarca de Oz e nenhuma referência é feita a Ozma. 
Jack Snow, Melody Grandy, e Scott Andrew Hutchins tentaram trazer Tip de volta ao lado da Ozma. A ideia de Snow, foi seguida por Hutchins como canônico, em que Tip tinha sua vida presa em Ozma, mas Glinda e o Mágico foram hábeis em restaurar os dois e fazê-los irmãos. Grandy fez os personagens sem relação nenhuma, através do uso de um "Feitiço Switcheroo", com Ozma não relacionada com Tippetarius e portanto ele se torna viável como possível interesse amoroso. "A Murder in Oz" (1956), história de Snow, foi rejeitada pela Mystery Magazine e publicada no The Baum Bugle. The Disenchanted Princess of Oz de Grandy, tem sido publicada pela Tails of the Cowardly Lion and Friends. Tip of Oz de Hutchins, fortemente reutilizou as ideias de Pastoria como alfaiate e a execução de Mombi em The Lost King of Oz, e materiais similares de The Giant Horse of Oz, recebido com uma citação de Eldred v. Ashcroft, e permanece impublicável por causa das leis de direitos autoriais nos EUA. 

## Aparições
No filme The Patchwork Girl of Oz de 1914, lançado pela companhia de Baum, Ozma é interpretada por Jessie May Walsh, e aparece brevemente no teste de Ojo. No inicio deste filme, como também em His Majesty, the Scarecrow of Oz, o rosto sorridente da Ozma (que é Vivian Reed) aparece.
Annette Funicello a interpretou em Rainbow Road to Oz, um piloto segmento proposto pela Walt Disney Production em 1957.
Shirley Temple, foi considerada para o papel de Dorothy Gale no filme musical de 1939, mas foi substituida por Judy Garland, mas tarde ela interpretou Princesa Ozma em The Marvelous Land of Oz, uma produção para televisão de 1960, em qual ela também interpretou Tip.
Ozma aparece brevemente em The Wonderful Land of Oz do Barry Mahon em 1969, interpretada por Joy Webb.
Christopher Passi foi Ozma após interpretar Tip na versão filmada da versão teatral de The Marvelous Land of Oz do Thomas W. Olson, Gary Briggle, e Richard Dworsky em 1981 na The Children's Theatre Company and School of Minneapolis.
Joan Gerber foi a voz da Ozma em Dorothy in the Land of Oz, especial de Dia de ação de graças dos anos 80.
No curta animado diretamente em vídeo Dorothy meets Ozma of Oz, uma versão resumida mas fiel de Ozma of Oz, a voz dela é fornecida por Nancy Chance ou Sandra J. Butcher (os créditos não especificam).
Ozma foi interpretada por Emma Ridley em Return To Oz (1985), Ridley se encaixa na descrição original do Baum de Ozma.
Na série de animação japonesa, The Wonderful Wizard of Oz, a transformação de Ozma em Tip foi tão completa que ela não tem nenhuma semelhança física com Tip, ela é um tomboy por um tempo até que no último arco da história, Ozma torna-se uma princesa por si própria.
No The Oz Kids, Andrea (Shay Astar), filha ambivalente da Glinda, basea-se sua moda, e um pouco mais, em Ozma, que nunca aparece na série. 
Ozma também aparece em Adventures of the Emerald City: Princess Ozma (2000), animação russa baseada em The Marvelous Land of Oz e também em Dorothy Meets Ozma of Oz e The Patchwork Girl of Oz (2005) sua voz é fornecida por Lisa Rosenstock.
Em Lost in Oz, um piloto não lançado da Warner Bros., Ozma aparece como uma menina desamparada, mantida eternamente jovem pela Bruxa Má do Oeste. Os personagens principais do show resgatam ela e a levam para bruxa boa. No entanto, ao longo da série, ela não tem nenhuma fala.